# Takashi Inukai
Takashi Inukai (犬養孝), né le 1er avril 1907 et décédé le 3 octobre 1998, est professeur à l'Université d'Osaka et à l'université pour femmes de Kōnan ainsi qu'un spécialiste reconnu de littérature japonaise et particulièrement du Man'yōshū. Il est diplômé de littérature japonaise de l'Université de Tokyo en 1932 où il obtient son Ph.D. en 1962. Il est décoré de l'ordre du Soleil levant, rayons d'or avec ruban sautoir en 1978 et désigné personne de mérite culturel en 1987. À sa mort, l'ordre du Trésor sacré, médaille d'or et d'argent, lui est décerné à titre posthume.
Tandis qu'il est professeur à l'Université d'Osaka, il se promène avec ses élèves aux endroits où chaque vers du Man'yōshū a été composé afin de les aider à comprendre plus profondément l'essence du Man'yōshū. Son idée impressionne beaucoup ses élèves qui effectuent plus de 250 voyages dans tout le pays pendant près de 50 ans, jusqu'à sa mort en 1998. Le nombre total de participants à ces « randonnées Man'yo de l'Université d'Osaka » atteint plus de 40 000.
En plus d'enseigner à ses élèves, il aide les gens à se familiariser avec le Man'yōshū. D'innombrables personnes ont été amenées à cette anthologie de waka grâce à son engagement. Il donne une lecture du Man'yōshū à l'empereur Shōwa au sommet d'une colline à Asuka dans la préfecture de Nara le 4 décembre 1979.

## Source de la traduction
- (en) Cet article est partiellement ou en totalité issu de l’article de Wikipédia en anglais intitulé « Takashi Inukai » (voir la liste des auteurs).
- Notices d'autorité :   - VIAF
  - ISNI
  - LCCN
  - GND
  - Japon
  - Israël
  - NUKAT
  - WorldCat